# The Ultimates
The Ultimates es un grupo de superhéroes ficticio publicados en los cómics de Marvel Comics con el sello editorial Ultimate Marvel. El equipo fue creado por el escritor escocés Mark Millar y el artista inglés Bryan Hitch.
Este equipo de superhéroes es una versión moderna de los clásicos Vengadores, y tienen su propia serie de comics titulada "The Ultimates".

## Trama
El primer volumen de Ultimates, escrito por Mark Millar y dibujado por Bryan Hitch, fue publicado como una serie limitada de trece números desde marzo de 2002 hasta abril de 2004. Bryan Hitch describió el proceso de recrear este universo alternativo como uno en el cual "tienes que aproximarte a él como si nada hubiera sucedido antes y contar una historia nueva desde el principio... Teníamos que llegar hasta lo más profundo de lo que eran estos personajes y comenzar a construir desde ahí, así que el Capitán América es un soldado, Thor es un loco o un mesías, Bruce Banner (Hulk) es un genio inseguro y el general Nick Fury es el rey".
El segundo volumen, también realizado por Mark Millar y Bryan Hitch, con retrasos similares, fue lanzado bajo el nombre The Ultimates 2 y en su edición original estuvo compuesto por trece números publicados de diciembre de 2004 a mayo de 2007. En una entrevista en 2004, Mark Millar resaltó la diferencia entre Ultimates y los Vengadores: "La idea original de los Vengadores es que los mayores héroes del Universo Marvel se juntan y luchan contra los mayores supervillanos a los que no pueden vencer de manera individual, mientras que Ultimates 2 explora la idea de lo que pasa cuando un grupo de personas normales se convierten en supersoldados y son entrenados para enfrentarse a la guerra contra el terrorismo."
A este volumen le siguió una historieta de un solo capítulo llamado Ultimate Saga publicado en noviembre de 2007, en el que se volvían a contar los sucesos ocurridos en The Ultimates y The Ultimates 2 guionizado por C. B. Cebulski y dibujado por Travis Charest. El tercer volumen, The Ultimates 3, se publicó de diciembre de 2007 a septiembre de 2008, escrito por Jeph Loeb y dibujado por Joe Madureira.
En la Convención Internacional de Cómics de San Diego de 2008, Marvel anunció que Mark Millar escribiría una nueva serie regular denominada Ultimate Comics: Avengers, que comenzaría en 2009.

## Publicaciones
1. The Ultimates (2002)
2. The Ultimates 2 (2005)
3. The Ultimates 3 (2008)
4. Ultimate Comics: New Ultimates (2010)
5. Ultimate Comics: The Ultimates (2011)
6. All-New Ultimates (2014)

## Miembros
El equipo Ultimates fue creado por Nick Fury, patrocinado por el gobierno estadounidense y controlado por el grupo de defensa S.H.I.E.L.D., para enfrentarse las amenazas tanto a nivel nacional como internacional.
| Personaje          | Nombre real                         | Primera aparición        | Notas |
| ------------------ | ----------------------------------- | ------------------------ | --- |
| Ultimate Nick Fury | Nicholas Joseph Fury                | The Ultimates vol. 1 #2  | Exiliado en una tierra paralela tras los sucesos en Ultimate Power, vuelve en el arco Ultimatum. |
| Capitán América    | Steven "Steve" Rogers               | The Ultimates vol. 1 #3  | Líder original, relega el mando en Iron Man. fallecido tras los sucesos de Cataclysm |
| Iron Man           | Anthony "Tony" Edward Stark         | The Ultimates vol. 1 #2  | Líder secundario de los Vengadores. Deja al equipo al mando del Capitán América. |
| Thor               | Thor Odinson a.k.a. Thorlief Golmen | The Ultimates vol. 1 #6  | Después del asalto orquestado por los Libertadores vuelve al equipo. Se sacrifica a sí mismo para salvar al Capitán América y Valkiria de Hela.luego muerto junto con Galactus tras los sucesos de Cataclysm. |
| La Avispa          | Janet Pym                           | The Ultimates vol. 1 #2  | Estuvo casada con Henry Pym. Antigua líder del equipo. Murió en Ultimatum #2. |
| Hombre Gigante     | Dr. Henry "Hank" Jonathan Pym       | The Ultimates vol. 1 #2  | Muerto en Ultimatum #3 |
| Hawkeye            | Clinton Francis Barton              | The Ultimates Vol. 1 # 8 | Formó parte del equipo de operaciones secretas.The Ultimates vol. 1 #4 |
| Viuda Negra        | Natasha Romanoff                    | The Ultimates Vol. 1 # 8 | Antes de conseguir el estatus público formó parte del equipo de operaciones secretas,hasta traicionar al equipo.Asesinada por Hawkeye en Ultimates Vol. 2 The Ultimates vol. 2 #14                            |
| Quicksilver        | Pietro Lensherr                     | The Ultimates vol. 1 #7  | Presuntamente asesinado por Hawkeye, fingió su propia muerte; luego murió |
| Bruja Escarlata    | Wanda Lensherr                      | The Ultimates vol. 1 #7  | Asesinada por Ultron.durante su ataque a los Ultimates |

## En otros medios

### Televisión
- Aparecen en Avengers: Ultron Revolution, episodio 2, "Los Ultimates", que son robots duplicados de los Vengadores creados por Ultron para promover sus planes y para reemplazar a la humanidad con los robots.

### Películas animadas
- En el 2006, se aparecen en dos películas de animación, Ultimate Avengers y Ultimate Avengers 2.